# チョーレー・バトゥーレー

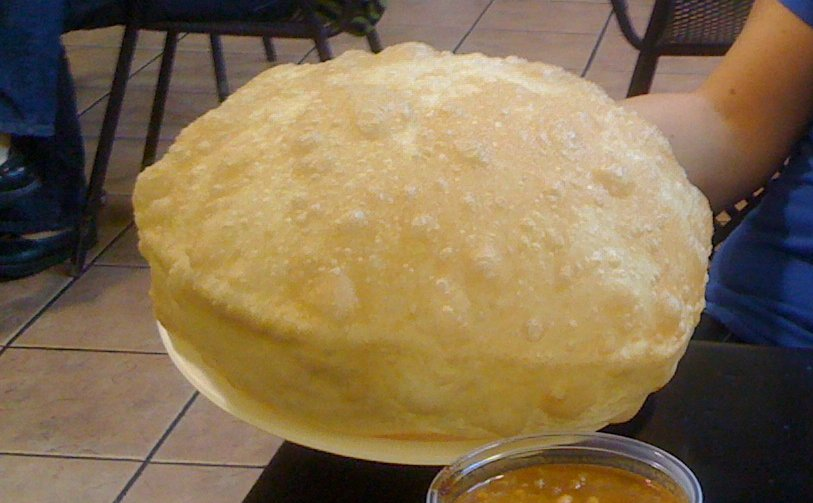
バトゥーラー

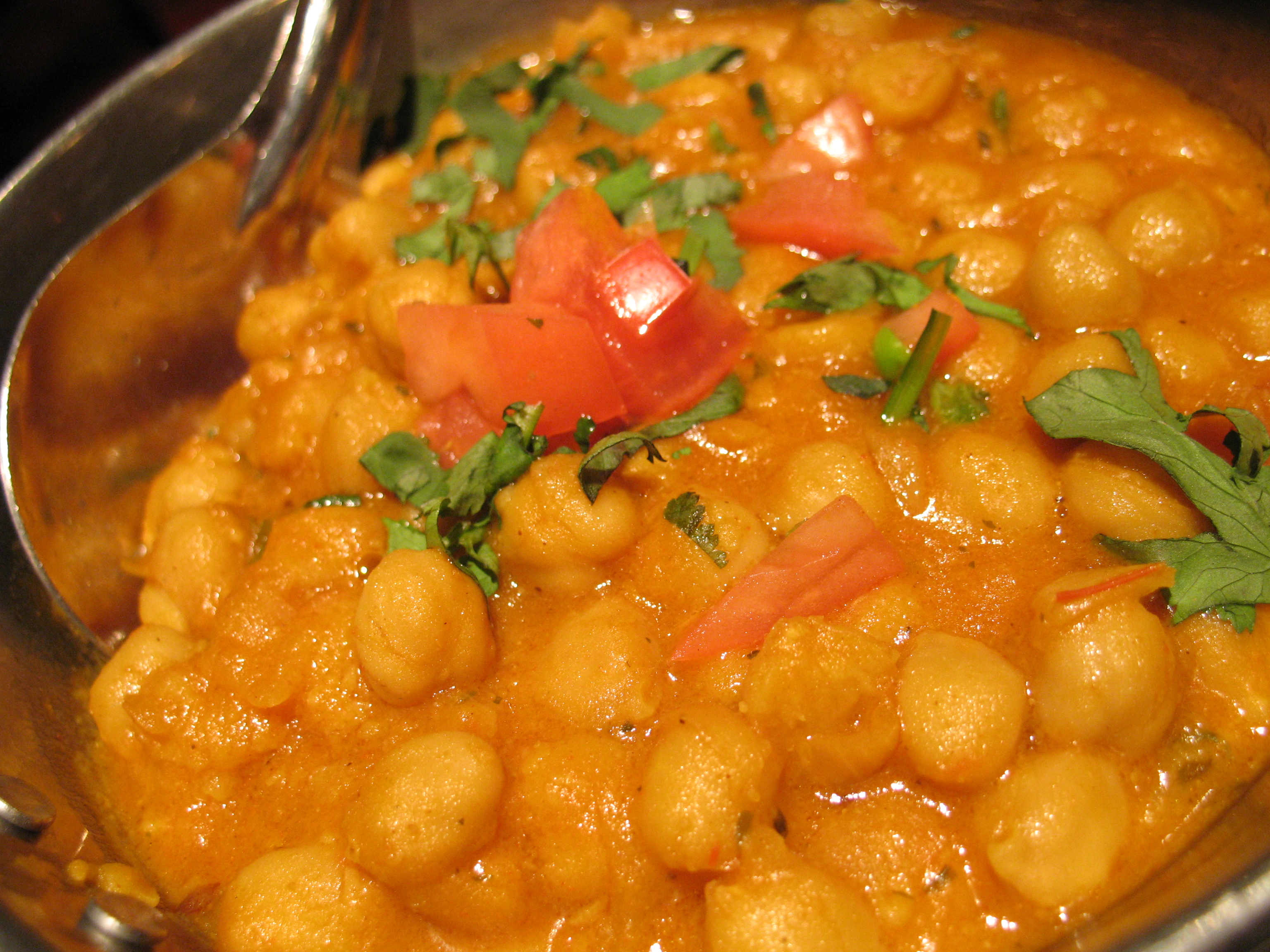
チャナマサラ

チョーレー・バトゥーレー（छोले भटूरे、英表記:Chole bhature）とは、主にインドで作られるバトゥーラー（भटूरा）と呼ばれる揚げパンと共にチャナマサラを食べる、インド料理の1つである。なお、この料理は片仮名表記する時にチョーレバドゥーレなどと表記する場合もあるなど、表記揺れが見られるものの、以下ではチョーレー・バトゥーレーという表記に統一する。
バトゥーラーとチャナマサラとを組み合わせた料理を、チョーレー・バトゥーレーと呼んでいる。この料理は、主にインド北西部のパンジャーブ地方で食べられている。同地においてチョーレー・バトゥーレーは、しばしば朝食として食べられる料理であり、この料理を販売している路上販売店も、同地ではしばしば見られる。そして、この料理はしばしばラッシーと一緒に楽しまれたりもする。チョーレー・バトゥーレーは、インドの屋台の食べ物のトップ10のひとつであり、観光客に人気があります。